# Embry
Embry (ndl.: Embreke) ist eine französische Gemeinde mit 235 Einwohnern (Stand 1. Januar 2022) im Département Pas-de-Calais in der Region Hauts-de-France. Sie gehört zum Arrondissement Montreuil und zum Kanton Fruges.

## Lage

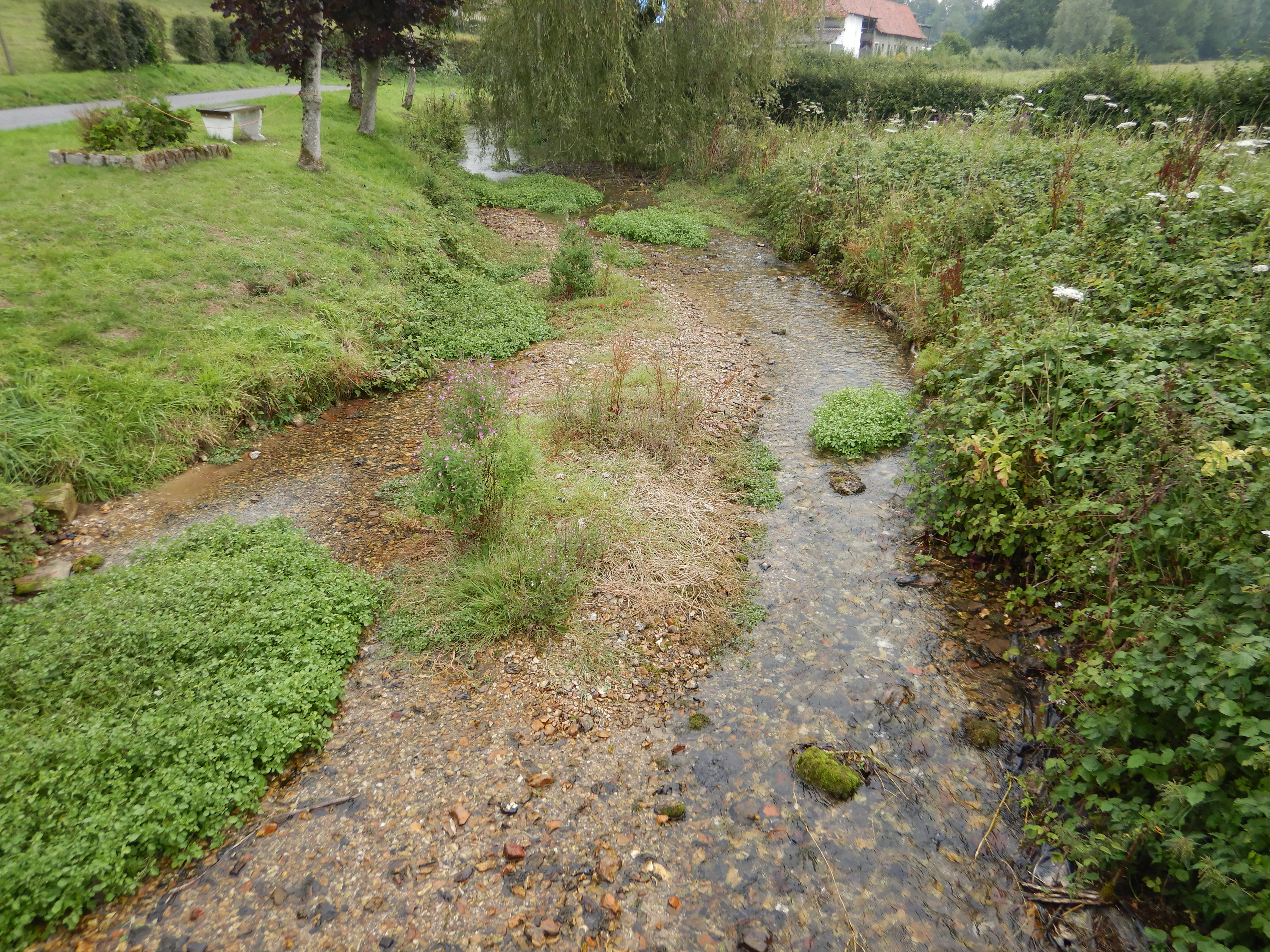
Tal der Embrienne

Die Gemeinde Embry liegt im Artois im Tal des Flüsschens Embrienne, einem Seitental der Canche, 15 Kilometer östlich von Montreuil-sur-Mer. Nachbargemeinden von Embry sind Rimboval im Nordosten, Créquy im Osten, Royon und Lebiez im Südosten, Hesmond und Boubers-lès-Hesmond im Süden, Saint-Denœux im Südwesten, Humbert im Westen und Saint-Michel-sous-Bois im Nordwesten.

## Bevölkerungsentwicklung
| Jahr                       | 1962 | 1968 | 1975 | 1982 | 1990 | 1999 | 2006 | 2013 | 2022 |
| Einwohner                  | 349  | 316  | 288  | 251  | 226  | 203  | 224  | 254  | 235  |
| Quellen: Cassini und INSEE |      |      |      |      |      |      |      |      |      |

## Sehenswürdigkeiten

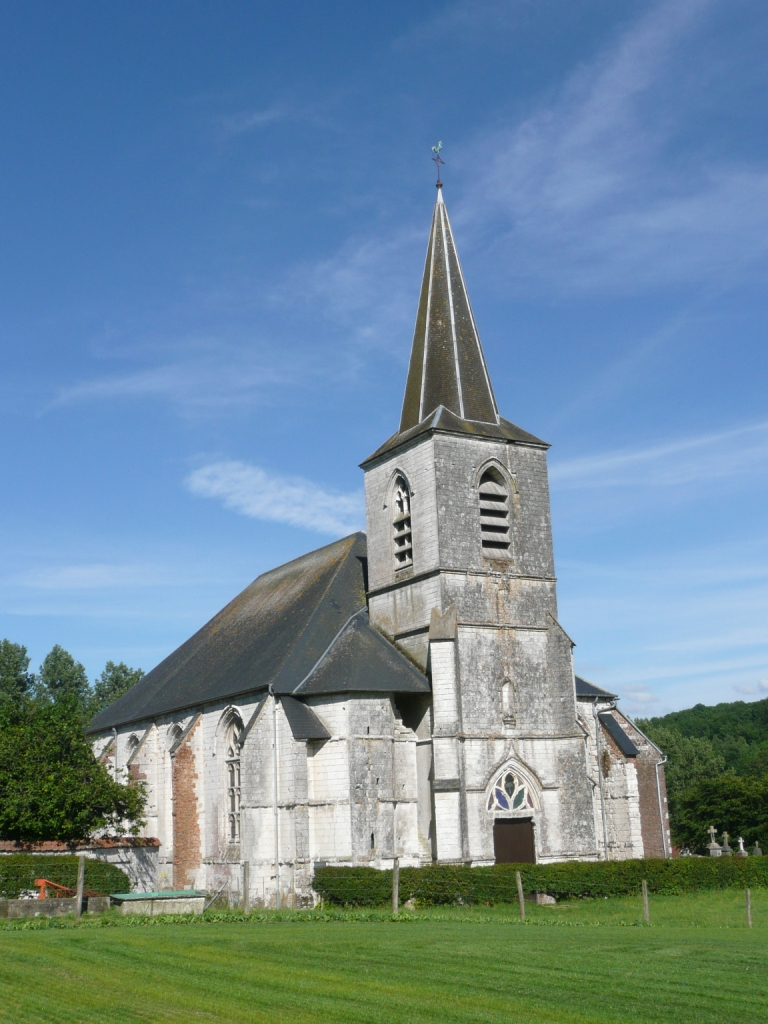
Kirche Saint-Martin
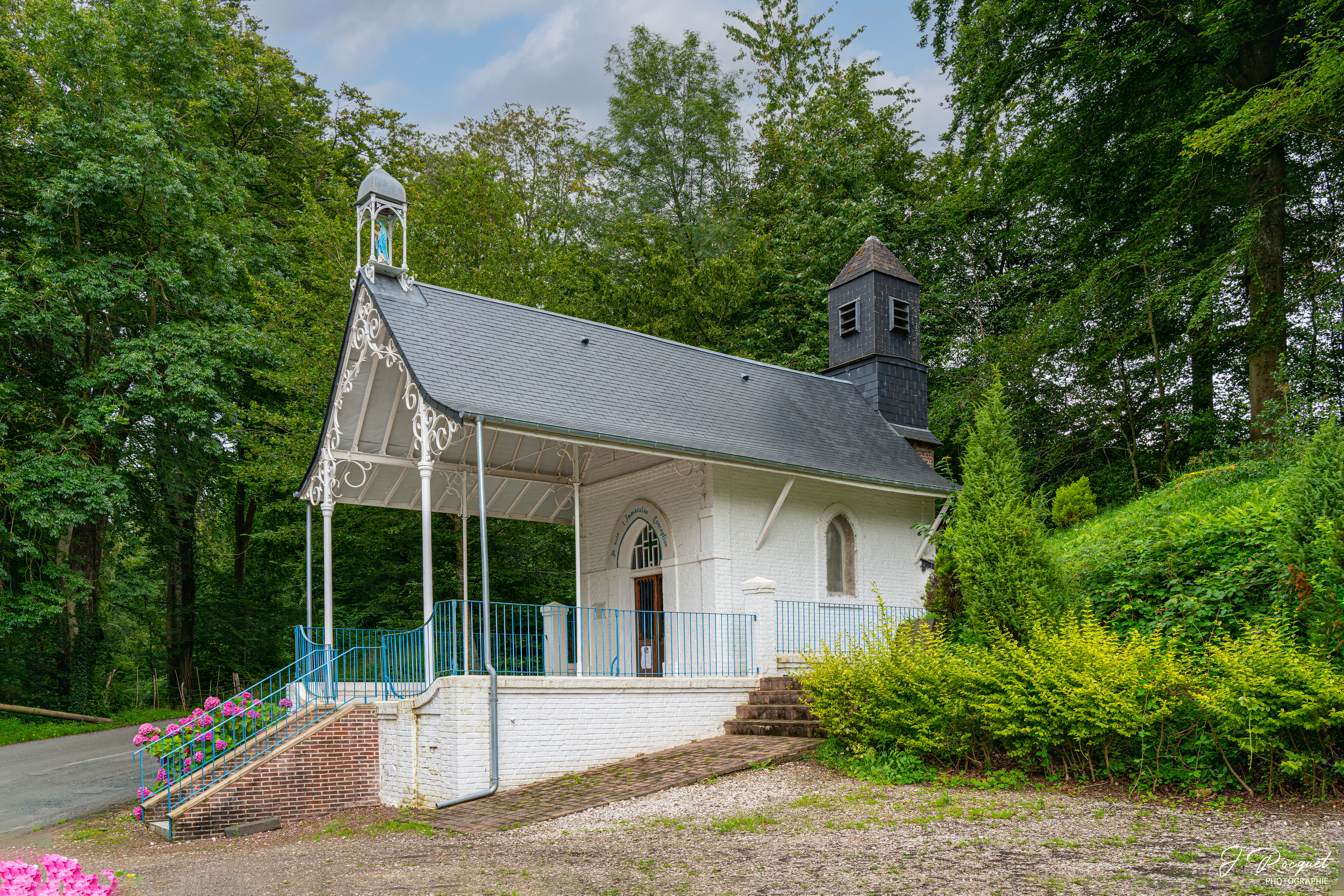
Kapelle Notre-Dame-de-Lourdes
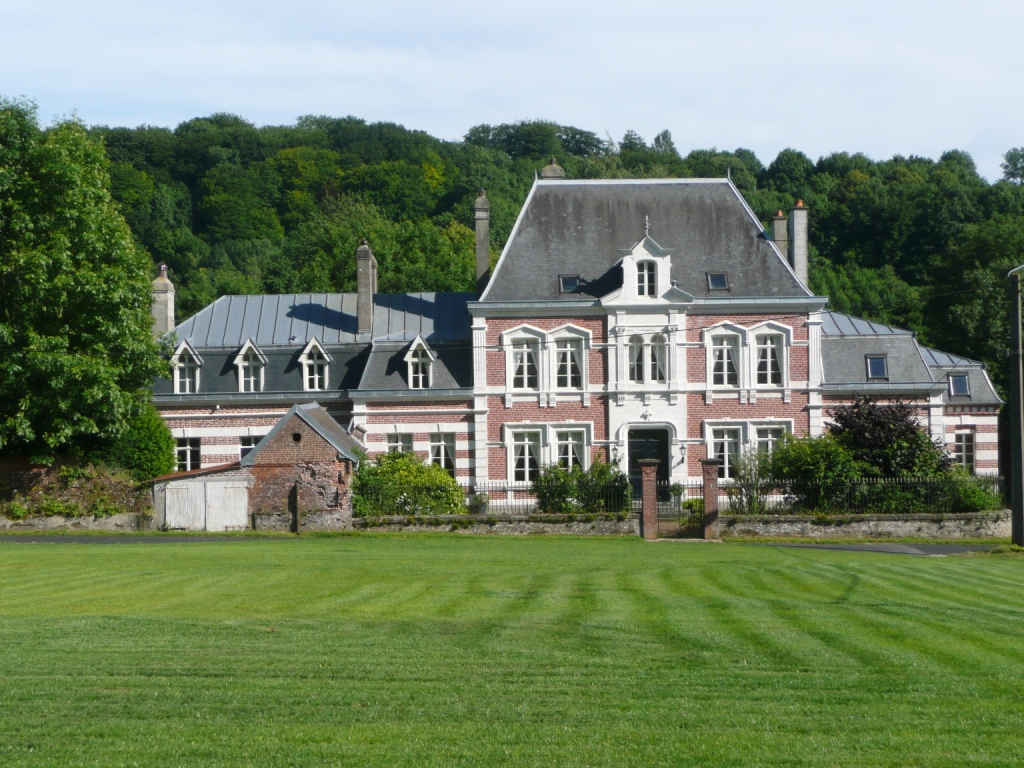
Schloss
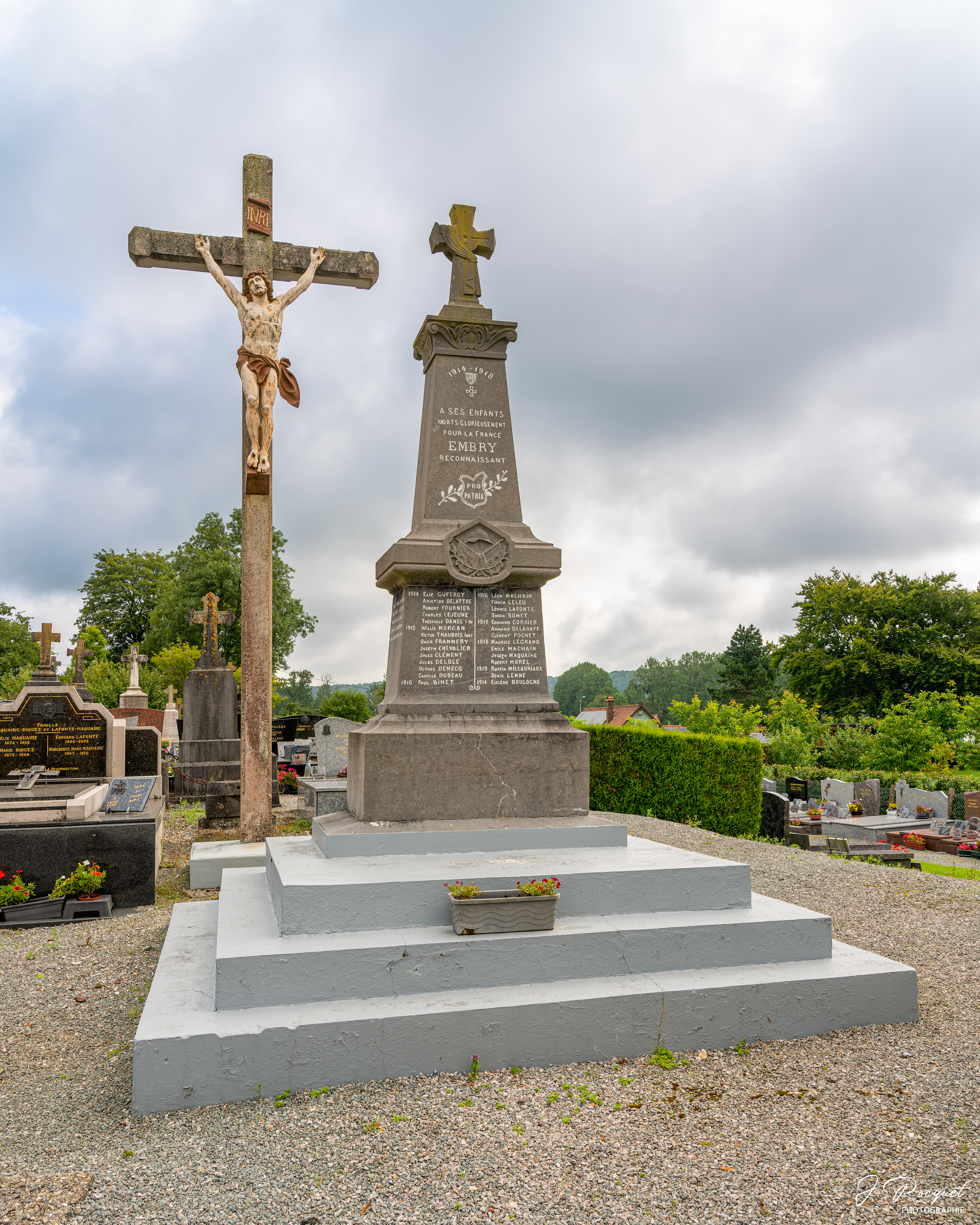
Gefallenendenkmal

- Schloss Embry

- Kirche Saint-Martin
- Kapelle Notre-Dame-de-Lourdes
- Schloss
- Gefallenendenkmal